# محمد فليسي
محمد فليسي (بالإنجليزية: Mohamed Flissi) مواليد 26 سبتمبر 1990. في بومرداس، الجزائر، هو ملاكم جزائري يصنف ضمن فئة وزن خفيف الذبابة. شارك في دورة الألعاب الأولمبية الصيفية.

## المسيرة الرياضية
بعد التحاق محمد الفليسي سنة 2010 بالمنتخب الوطني للأكابر وعمره 20 سنة، توج في الألعاب العالمية للرياضات القتالية سنة 2010 بالصين بميدالية برونزية، وعامًا بعد ذلك استطاع إحراز ميدالية فضية في الألعاب الأفريقية التي جرت بمابوتو في الموزمبيق في وزن الذبابة، وقد حاز أيضا على ميدالية ذهبية في الدورة المؤهلة للألعاب الأولمبية بلندن سنة 2012 والتي أقيمت في الدار البيضاء بالمغرب، كما نجح في الظفر بميدالية ذهبية في الألعاب المتوسطية بمرسين في تركيا في يونيو 2013، وخلال نفس السنة تمكن محمد الفليسي من الفوز في الطبعة 17 لبطولة العالم في ألماتي بكازاخستان في أكتوبر 2013 في نصف وزن الذبابة (49 كيلو غرام) بالميدالية الفضية، وفي 2014 حصد الميدالية الذهبية في كأس العالم التي جرت منافساتها بجنوب أفريقيا، وكذلك بذهبية الألعاب الأفريقية 2015 ببرازافيل في الكونغو، كما حضي بميدالية برونزية في بطولة العالم في الدوحة (52 كغ). ليكون بذلك قد حقق خلال مشواره الرياضي ما يقارب 1650 نقطة.

## روابط خارجية
- محمد فليسي على موقع أوليمبيديا (الإنجليزية)